# Revelations of Divine Love
Revelaciones del amor divino es un libro medieval de devociones místicas cristianas. Fue escrito entre los siglos XIV y XV por Juliana de Norwich, de quien no se sabe casi nada. Es el ejemplo más antiguo que se conserva de un libro en lengua inglesa del que se sabe que fue escrito por una mujer. También es la primera obra que se conserva escrita por una anacoreta inglesa.
Juliana, que vivió toda su vida en la ciudad inglesa de Norwich, escribió sobre las dieciséis visiones místicas o "shewings" que recibió en 1373, cuando tenía treinta años. Mientras estaba gravemente enferma, y creyendo estar en su lecho de muerte, las visiones se le aparecieron durante varias horas en una noche, con una revelación final que tuvo lugar la noche siguiente. Después de recuperarse por completo, escribió un relato de cada visión, produciendo un manuscrito que ahora se conoce como el Texto breve. Desarrolló sus ideas durante décadas, mientras vivía como anacoreta en una celda adjunta a la Iglesia de San Julián, Norwich, y escribió una versión mucho más extensa de sus escritos, ahora conocida como el Texto Largo. Escribía directamente en inglés medio.
La obra de Juliana fue conservada por otros. Han sobrevivido varios manuscritos tanto del Texto Largo como del Texto Corto, además de extractos. La primera publicación del libro fue una traducción del Texto Largo en 1670 por el monje benedictino inglés Serenus de Cressy. El interés por los escritos de Juliana aumentó con la publicación de tres versiones del libro de Cressy en el siglo XIX, y en 1901, la traducción de Grace Harriet Warrack del manuscrito del Texto Largo conocido como 'Sloane 2499' introdujo el libro a los lectores del siglo XX. Desde entonces se han publicado muchas otras versiones del libro de Julian, en inglés y en otros idiomas.

## Juliana de Norwich

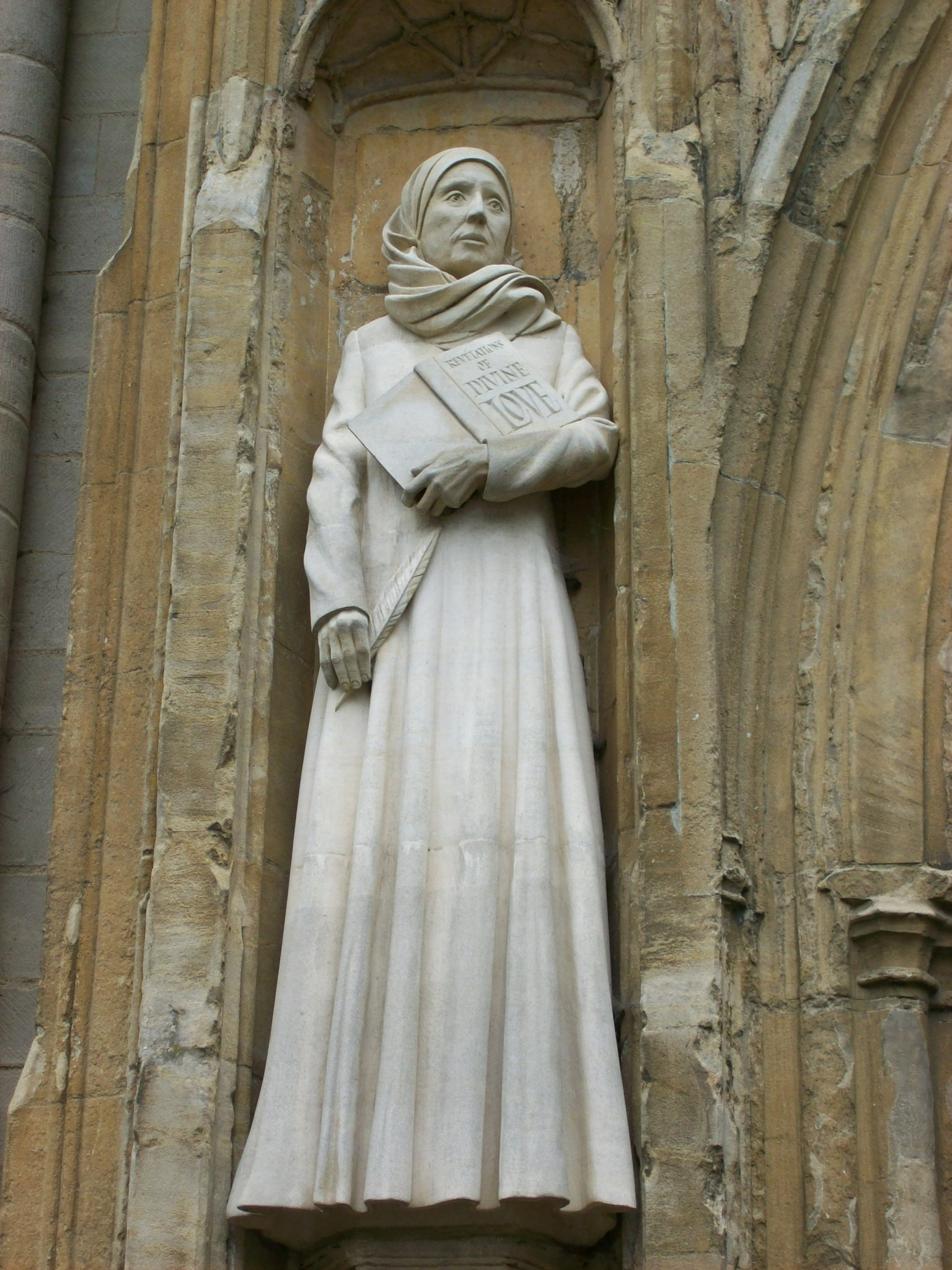
La estatua moderna de David Holgate de Juliana de Norwich, representada sosteniendo una copia de Revelations of Divine Love. Fue agregado al frente oeste de la Catedral de Norwich en 2000.

Revelaciones del amor divino fue escrito por Juliana de Norwich (1343 - después de 1416), una anacoreta inglesa y mística. Las fechas de Juliana se pueden conjeturar a partir de varias fuentes: La propia Juliana escribió que experimentó sus revelaciones cuando tenía treinta años y medio, en mayo de 1373 (en los capítulos 2 y 3 de sus Revelaciones), y el autor del prefacio de la versión del llamado Texto breve de los escritos de Juliana afirmó que todavía estaba viva en 1413. La célebre mística Margery Kempe escribió sobre su visita a Juliana, que probablemente ocurrió en 1413. También se la menciona por su nombre en el testamento de Isabel Ufford, que está fechado en 1416. El  anticuario inglés Francis Blomefield escribió incorrectamente en el segundo volumen de su Historia del condado de Norfolk que Juliana seguía viva en 1442. mientras que en el MS 37790 (el manuscrito del Texto Corto) se lee anno domini millesimo ccccxiii. La autora Grace Jantzen destacó esta diferencia de treinta años entre las dos fechas, señalando también que la existencia de varias mujeres diferentes con ese nombre en Norwich se convirtió en una fuente de confusión para los historiadores, y que lo más probable es que Blomefield se refiriera a otra mujer con ese nombre.
A lo largo de su vida Julián vivió en la ciudad de Norwich, un importante centro comercial y religioso en Inglaterra durante la Edad Media. La Peste negra de 1348-50, la Revuelta de los campesinos de 1381 y la supresión de los lolardos, ocurrieron durante su vida.
En 1373, gravemente enferma y convencida de que estaba cerca de la muerte, Juliana, de 30 años, recibió una serie de visiones, o "muestras", de la Pasión de Cristo. Todas las revelaciones menos una se le aparecieron durante varias horas en una noche; la última ocurrió un día después. Tras recuperarse de su enfermedad, Juliana vivió el resto de su vida como anacoreta, en una celda adjunta a la Iglesia de Santa Juliana.
Los detalles de su vida siguen siendo desconocidos, pero se sabe con certeza que existió, ya que fue la destinataria de varios testamentos, y se la menciona en un relato de Kempe, que la conoció en su celda de Norwich. No se sabe con certeza si el nombre de Julián fue adoptado una vez que se convirtió en una reclusa: los autores Liz McAvoy y Barry Windeatt han comentado la falta de pruebas históricas de que los verdaderos nombres de las anacoretas se cambiaran alguna vez para coincidir con el santo patrón de la iglesia a la que pertenecían, señalando que Julián era un nombre de niña común durante la Edad Media, y McAvoy señala que Julián es la forma antigua del nombre moderno Gillian.
Juliana se refería a sí misma en sus escritos como "una simple criatura iletrada", una frase que tal vez utilizaba para no contrariar a sus lectores, especialmente en la jerarquía eclesiástica.  El término iletrado en la Edad Media podría significar que ella misma era analfabeta, o que no recibió una educación formal, raramente disponible para las mujeres laicas.  En la ciudad había muchos conventos cuyas órdenes reconocían la importancia de la educación. Muchos tenían internados para niñas, donde se les enseñaba a leer y escribir. Los estudiosos no saben si Juliana asistió a una escuela de este tipo. Es posible que Juliana tuviera un hermano educado y se alfabetizara a través de él.

## Escritos de Juliana
Revelaciones del amor divino es único, ya que no parece haber sobrevivido ninguna otra obra escrita por una anacoreta inglesa. Es el primer libro en inglés que se conoce escrito por una mujer. En el siglo XIV, las mujeres inglesas no podían ocupar cargos clericales de alto nivel ni desempeñar otras funciones de autoridad, como la enseñanza, y su conocimiento del latín, la lingua franca de la época, era limitado. Es más probable que leyeran y escribieran en inglés medio, su lengua vernácula, como hizo Juliana. Su vida fue contemporánea a la de otros cuatro místicos ingleses -Walter Hilton, Richard Rolle, Margery Kempe y el autor desconocido de la obra conocida como Nube del desconocimiento - todos los cuales escribieron en lengua vernácula. La historiadora Janina Ramírez ha sugerido que su uso del inglés medio fue una elección sensata, teniendo en cuenta la naturaleza inexplicable de lo que intentaban describir, ya que podían redactar sus cavilaciones teológicas más como encuentros personales con lo divino. Los escritos de Juliana no se mencionan en absoluto en ningunos de los  legados, que se distribuyen bibliotecas personales de libros laicos o monásticos dentro de Testamento, como solía ocurrir con los autores masculinos de la época.
Algunos textos espirituales del inglés medio se escribieron para un público específico, como The Cloude of Unknowyng, que fue pensado por el autor para ser leído por un joven ermitaño, pero Julian escribió como si fuera para un público general. No hay pruebas de que sus escritos influyeran en otros autores medievales, o que fueran leídos por más que unas pocas personas, hasta 1670, cuando su libro fue publicado por primera vez por Serenus de Cressy bajo el título XVI Revelaciones del amor divino, mostradas a una devota sierva de nuestro Señor, llamada Madre Juliana, una anacoreta de Norwich: Who lived in the Dayes of King Edward the Third. Desde entonces, el libro se ha publicado con diferentes títulos, Desde la década de 1960, han aparecido varias ediciones y adaptaciones de su libro al inglés moderno, así como publicaciones sobre ella.

## Manuscritos supervivientes
El libro que ahora se conoce comúnmente como Revelaciones del amor divino fue escrito en forma de manuscrito por Juliana en dos versiones, ahora conocidas como el Texto largo y el Texto corto, ambos contienen un relato de cada una de sus revelaciones. Fueron escritos mientras vivía como anacoreta, encerrada en su celda anexa a la iglesia de Santa Juliana, y el Texto breve se completó poco después de que Julián se recuperara de su enfermedad. Las versiones completas de la versión ampliada de sus escritos conocida como Texto largo -en el que desarrolló sus ideas durante décadas- sobreviven en forma de tres manuscritos separados. También se sabe que existen tres copias parciales del Texto Largo.
El Texto corto se conoce a partir de un único manuscrito. Se desconoce el número de copias del Texto Largo que existieron, pero que ahora se han perdido: Windeatt se refiere a los tres manuscritos supervivientes del Texto Largo como copiados "tal vez de manuscritos medievales ahora perdidos o de copias de éstos", y los autores Nicholas Watson y Jacqueline Jenkins reconocen la existencia de "primeras copias" desconocidas.

### Eltexto largo

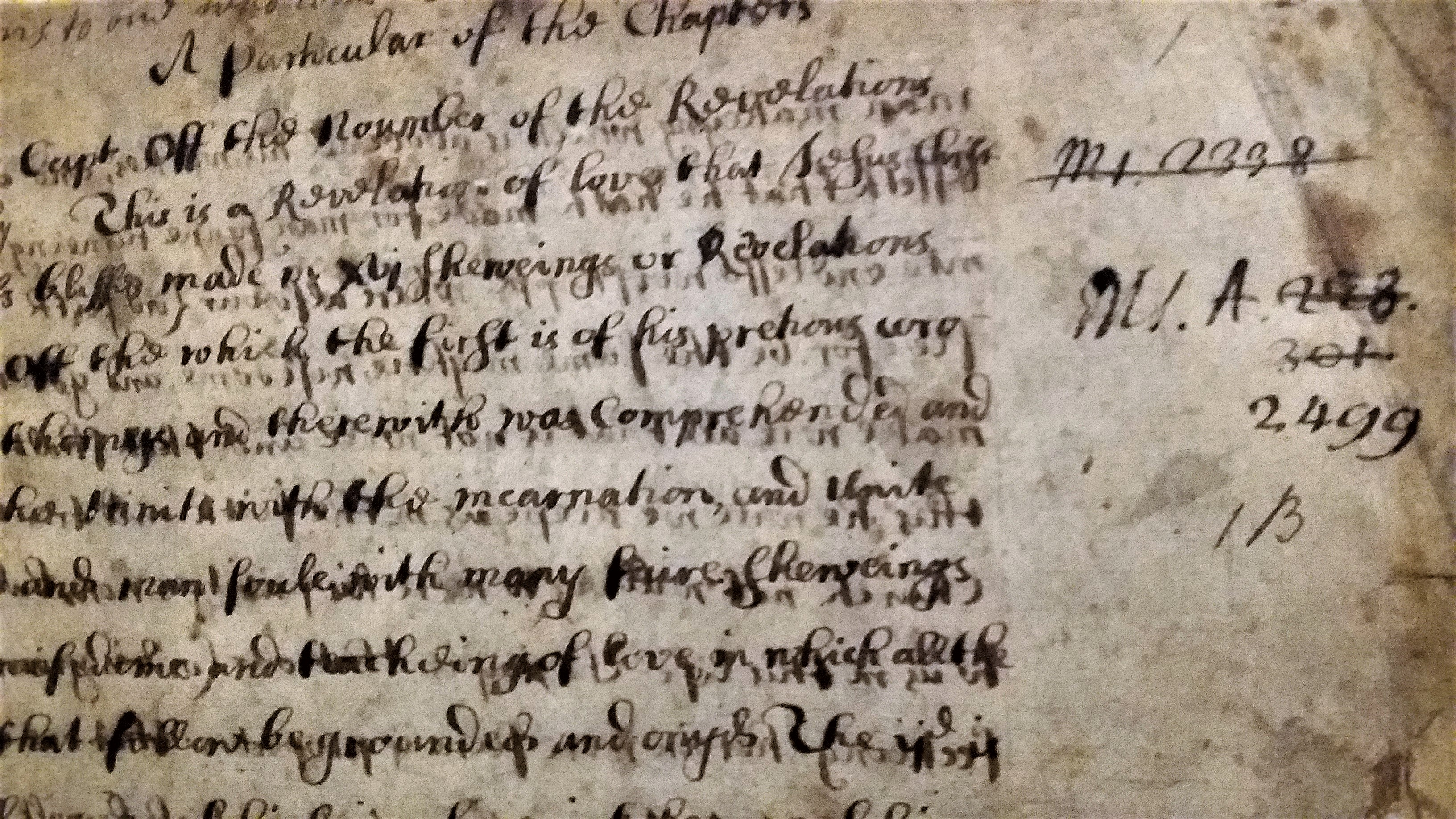
Part of the first chapter of the Long Text (BL, Sloane 2499)

El Texto Largo no parece haber sido ampliamente difundido en la Inglaterra bajomedieval. El único manuscrito medieval que ha sobrevivido, el Manuscrito de Westminster de mediados o finales del siglo XV, contiene una parte del Texto Largo, reformado como un tratado de didáctica sobre la contemplación.
Los tres manuscritos completos del texto se dividen en dos grupos, con lecturas ligeramente diferentes. El manuscrito del Texto Largo Brigitano de finales del siglo XVI fue producido por monjas exiliadas en la región de Amberes. Ahora se conoce como "MS Fonds Anglais 40" (antes conocido como "Regius 8297") o simplemente el Manuscrito de París, y consiste únicamente en una copia del Texto Largo de Juliano, y reside en la Bibliothèque nationale de France en París. Los otros dos manuscritos supervivientes, "Sloane MS 2499" y "Sloane MS 3705", ahora forman parte de la Colección Sloane de la Biblioteca Británica. El Manuscrito de París y el "Sloane MS 2499" son nombrados por Watson y Jenkins como "los principales testigos del texto".

#### Proveniencia de los manuscritos delTexto Largo
El Manuscrito de París (BnF fonds anglais 40), un manuscrito compuesto por el Texto Largo, fue probablemente copiado cerca de Amberes imitando a una mano de principios del siglo XVI en c.1580, viajó desde allí a Rouen, fue vendido por la comunidad monástica benedictina, y luego fue propiedad de Jean Bigot de Rouen durante la segunda mitad del siglo XVII, antes de ser comprado para la colección real francesa en 1706.
Varios manuscritos pueden asociarse a monjas  benedictinas inglesas exiliadas con sede en la ciudad francesa de Cambrai:
- BL Sloane MS 2499, una versión del Texto Largo, fue probablemente copiada c.1650 por la madre Anne Clementina Cary (fallecida en 1671), del convento de París que se fundó como casa hermana de Cambrai en 1651. Parece seguir un manuscrito diferente al que sigue el Manuscrito de París.[42]
- El BL Stowe MS 42, una versión del Texto Largo, fue escrito en algún momento entre 1650 y 1670 (o posiblemente hasta 1700). Sirvió como texto ejemplar para la edición impresa del Texto Largo de Cressy de 1670, o posiblemente como copia manuscrita de Cressy. Fue poseído a su vez por: John Haddon Hindley; el 1.er duque de Buckingham y Chandos y su hijo el 2.º duque; y Bertram Ashburnham, el 4.º conde de Ashburnham y su hijo el 5.º conde, a quienes el Museo Británico compró los manuscritos en 1883.[43][44]
- El manuscrito ahora conocido como "Upholland MS" fue posiblemente copiado en la década de 1670 o 1680 por la monja benedictina inglesa exiliada Barbara Constable (1617-1684) en Cambrai. Se sabe que una copia de este manuscrito se conservó en la Abadía de Stanbrook, formando parte de una antología que contenía fragmentos copiados del Texto largo de Cressy.[45][46] Según la autora Elisabeth Dutton, la "Upholland MS" se basó en una versión "parecida a la de París" del Texto Largo.[47] En su día perteneció al St Joseph's College, Up Holland, y ahora es de propiedad privada y se conserva en un lugar desconocido, es un conjunto de extractos del libro de Julian. El texto utilizado para realizar la copia parece ser el mismo que Cressy que utilizó para su traducción de 1670.[48]
- El BL Sloane MS 3705, una versión del Texto Largo, fue copiado del BL Sloane MS 2499 a finales del siglo XVII o principios del XVIII por las monjas de Cambrai para su uso en París.[49]
- Abadía de Santa María, Colwich, "MS Baker 18", conocido como los fragmentos de Gascoigne, fue copiado por la hermana Margaret Gascoigne (1608-37) de Cambrai. Consta de meditaciones sobre fragmentos de cuatro capítulos del Texto Largo basadas en el manuscrito de París, y llegó a Inglaterra después de la Revolución Francesa.[50]

#### El Manuscrito de Westminster
El único manuscrito medieval que se conserva y que contiene los escritos de Juliana, el Manuscrito de Westminster de mediados y finales del siglo XV, contiene una versión parcial del Texto largo, reformulado como un tratado didáctico sobre la contemplación.
Forma parte de un florilegio medieval, ahora conocido como "Tesoro de la Catedral de Westminster, MS 4", que fue inscrito en pergamino c.1450-1500. El manuscrito tiene escrito "1368" en el  folio inicial. Junto con Revelaciones del amor divino, el Tesoro de la catedral de Westminster, MS 4 también contiene comentarios sobre los salmos 90 y 91, supuestamente del místico del siglo XIV augustiniano Walter Hilton, y una compilación de La escala de la perfección de Hilton. Durante el siglo XVI fue propiedad de la familia católica Lowe. En 1821, el obispo James Bramson hizo un cálculo a mano de la edad del manuscrito en su  hoja final. Redescubierto en agosto de 1955, se conserva en los archivos de la Abadía de Westminster, en préstamo de la Catedral de Westminster.

### Eltexto corto

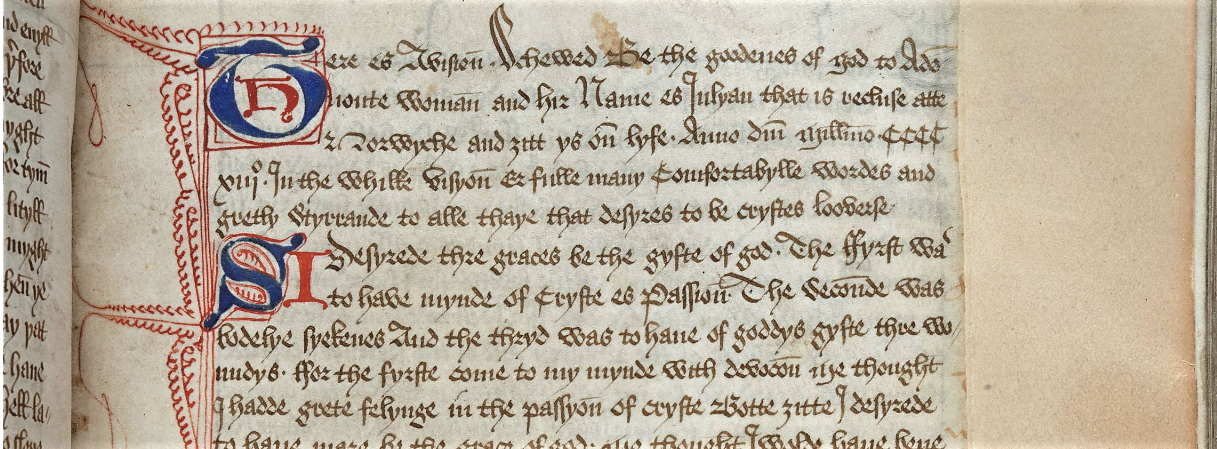
The beginning of the 15th century Short Text. "Here es a vision schewed be the goodenes of god to a devoute woman and hir name es Julyan that is recluse atte Norwyche and zitt ys on lyfe anno domini millesimo ccccxiii" (BL, Add MS 37790)

Se cree que es poco probable que el Texto corto, que se cree que fue completado poco después de que Juliana se recuperara de su enfermedad en 1373, fuera leído por otras personas mientras ella estaba viva. En cambio, el texto fue copiado después de su muerte, y luego olvidado en gran medida. Permaneció oculta tras la Reforma inglesa, ya que la propiedad de cualquier copia de su obra habría sido considerada herética por las autoridades religiosas.
El único ejemplar medieval que se conserva del Texto breve se creía perdido hasta su reaparición en 1910. Forma parte de una antología de obras teológicas en inglés medio, ahora conocida como "MS Additional 37790". Fue copiado c.1450 por James Grenehalgh (nacido c.1470) para los comunidad cartujana de la abadía de Syon. El manuscrito reconoce a Julián como autor del Texto breve e incluye la fecha de 1413.
El manuscrito fue obtenido para la biblioteca del astrólogo y astrónomo inglés Vincent Wing (1619-1668) y posteriormente fue adquirido por el anticuario inglés Francis Peck (d. 1743). Se sabe que la copia fue vista por Francis Blomefield cuando el manuscrito estaba en posesión de Peck, ya que Blomefield la citó en su obra de 1745 Un ensayo hacia una historia topográfica del condado de Norfolk. Durante el siglo XVIII fue propiedad del científico y coleccionista William Constable (1721-91) de Burton Constable Hall, en Yorkshire, antes de ser vendida el 14 de junio de 1889 en Sotheby's al político y coleccionista Lord Amherst de Hackney (1835-1909). (1835-1909). Como parte de la venta de la biblioteca de Lord Amherst of Hackney, que tuvo lugar el 24 de marzo de 1910, el manuscrito fue adquirido por el British Museum. "MS Additional 37790" -conocido en su día como el Manuscrito de Amherst- se encuentra ahora en la British Library de Londres.

## Ediciones publicadas

### Textos completos

Textos y manuscritos relacionados con las Revelaciones del Amor Divino. Tras la publicación de la edición Warrack, el nombre de Julian se difundió rápidamente y se ha convertido en un tema en muchas conferencias y escritos. Se han publicado muchas ediciones de su libro y se ha traducido al francés, alemán, italiano, finlandés, noruego, sueco, danés, holandés, catalán, griego, chino, hebreo moderno y ruso.

Serenus de Cressy, un confesor de las monjas inglesas en Cambrai, publicó una traducción -probablemente en Inglaterra- del Manuscrito de París en 1670. Existen copias en once bibliotecas británicas, entre ellas la British Library y la Dr. Williams's Library de Londres. También hay un ejemplar en Berlín y tres copias en Estados Unidos.
El libro de Cressy fue reimpreso en 1843 en una edición de George Parker, que incluía detalles biográficos sobre Cressy, y un glosario detallado. El sacerdote católico norteamericano Isaac Hecker reimprimió el libro de Cressy en 1864, señalando en su prefacio qué dulcemente sonaba la voz de la piedad en nuestra buena y antigua lengua sajona. En 1902 el sacerdote irlandés de la Jesuita publicó otra versión del libro, que incluía un detallado prefacio.
El interés moderno por el texto aumentó con la publicación en 1877 de una nueva edición de Henry Collins, y aún más con la publicación en 1901 de la versión de la traductora escocesa Grace Warrack. La primera traducción moderna, incluía, según la autora Georgia Ronan Crampton, una "introducción simpática e informada". Se basó en el "MS Sloane 2499", introdujo a los lectores de principios del siglo XX en los escritos de Juliana, y se reeditó nueve veces (con revisiones) antes de la muerte de Warrack en 1932. Sólo otra versión completa del Texto Largo apareció en inglés entre 1902 y 1958: La traducción de Dom Roger Hudleston del manuscrito de Sloane, publicada en 1927.
En 1910, Gabriel Meunier realizó una edición en francés, Révélations de l'amour divin, con una segunda edición realizada en 1925. Durante la década de 1970, se publicaron varias versiones nuevas del libro: Marion Glasscoe, A Revelation of Divine Love, producido por la Universidad de Exeter en 1976, y revisado en 1989; La edición de Roland Maisonneuve, Le Petit Livre des révélations (1976); Etienne Baudry, Une revelation de l'amour de Dieu: version brève des "Seize révélations de l'amour divin" (Begrolles en Mauges, 1977); y A Book of Showings to the Anchoress Julian of Norwich, una edición en dos volúmenes de Edmund Colledge y James Walsh (PIMS, 1978).
En la década de 1990, Georgia Ronan Crampton produjo The Shewings of Julian of Norwich, (West Michigan University, TEAMS, 1993) y Frances Beer produjo Revelations of Divine Love, (Carl Winter Universitätsverlag, 1998). En este siglo se han publicado nuevas ediciones del libro de Juliana: Sor Anna Maria Reynolds, y Julia Bolton Holloway, Julian of Norwich: Extant Texts and Translation (Sismel, 2001); Denise N. Baker, The Showings of Julian of Norwich (Norton, 2004); Nicholas Watson y Jacqueline Jenkins, The writings of Julian of Norwich (Brepols, 2006); Elisabeth Dutton, Julian of Norwich: A Revelation of Love (Yale University Press, 2010); y Barry Windeatt, Julian of Norwich: Revelations of Divine Love (OUP, 2015).
El Texto breve fue publicado por primera vez en inglés por el reverendo Dundas Harford, vicario de Emmanuel Church, West Hampstead, en 1911, poco después de su descubrimiento.

### Estractos
Tras la muerte de Dame Margaret Gascoigne en 1637, el monje benedictino Fr. Augustine Baker editó un tratado que incluía dos breves pasajes de Julián, que se conservó en París hasta 1793. El tratado original (ahora llamado 'MS Baker 18') se conserva ahora en la Abadía de Santa María, Colwich.

## Contenido

### Capítulos iniciales
El Texto largo de Revelaciones del amor divino está dividido en 87 capítulos, si se incluye un epílogo escrito por un escriba medieval como capítulo final, como en la edición de Grace Warrack. Los tres primeros capítulos comprenden la introducción. Todos los capítulos restantes, excepto el 87, describen las revelaciones de Juliana, cada una de las cuales tiene entre uno y veintidós capítulos.
El primer capítulo comienza: Esta es una Revelación de Amor que Jesucristo, nuestra dicha sin fin, hizo en Dieciséis Muestras, o Revelaciones particulares. Esto es seguido por una o dos frases que describen cada una de las dieciséis visiones a su vez. El segundo capítulo es en parte autobiográfico. Julian menciona su enfermedad, pero de forma espiritual. Reflexiona sobre tres "dones" de Dios: la meditación sobre la Pasión de Cristo, la meditación sobre su propio sufrimiento y el don de una mayor piedad (que ella llama "heridas"). En el tercer capítulo, que concluye la introducción, Juliana escribe más concretamente sobre los acontecimientos de su enfermedad y su preparación para la muerte recibiendo la unción de los enfermos. La introducción termina con el relato de Juliana de su repentina recuperación mientras yacía en su lecho de muerte mirando una imagen brillante de la cruz.

### Las revelaciones
1. Julian ve "sangre roja que baja de debajo de la Corona de Espinas" en un crucifijo.[92] Comprende que la Santa Trinidad se entiende cuando aparece Jesús. Ve a su madre María como una niña, y comprende su naturaleza.[93] Jesús le muestra a Julián "una cosita, del tamaño de una avellana" como señal de su amor.[94]
2. Julián ve una parte de la Pasión de Jesús en su rostro, y su comprensión se profundiza al ser guiada hasta el fondo del mar.[95]
3. Julián observa a Dios y comprende que está presente en todas las cosas, y lo hace todo.[96][97]
4. Julian ve la sangre de Jesús cubriéndolo mientras fluye de sus heridas, fluyendo a través del Infierno, el Cielo y la Tierra. Escribe que sus pecados se lavan mejor con su sangre que con el agua.[98]
5. El Diablo es derrotado por la la muerte de Jesús en la cruz.[97] Julián ve "a nuestro Señor despreciar su malicia y descontar su impotencia".[96]
6. Dios reinando en su casa del cielo expresa su aprecio por el servicio y el sufrimiento de Julián.[97] Le muestra los "tres grados de dicha que tendrá en el cielo toda alma que haya servido voluntariamente a Dios".[99]
7. Las frecuentes experiencias alternas de alegría y tristeza le son reveladas a Julián, quien comprende que "es útil para algunas almas sentir de esta manera".[100]
8. Jesús se acerca a la muerte, y su cuerpo se descompone mientras se seca. Julián resiste la tentación de ponerse en peligro apartando la mirada de la cruz.[97] Se le muestra "la esencia del amor natural y del dolor".[101]
9. Jesús declara su placer por haber sufrido por Julián, y que sufriría más. Le muestra tres cielos:[97] el placer; la alegría; y el deleite de la Trinidad.[102]
10. Jesús se revela a Juliana mientras mira su propia herida.[103]
11. Jesús muestra a Juliana a su madre María, ahora "alta y noble y gloriosa".[104]
12. Jesús se muestra a Juliana, y dice palabras que ella confiesa que están más allá de su entendimiento.[105]
13. Una larga revelación (13 capítulos), en la que Jesús informa a Juliana de que "el pecado es digno",[105] pero que "todo estará bien, y todo estará bien, y todo estará bien". (deberá = 'debe'; conviene = necesario').[cita requerida] Dios está más satisfecho con la atonemento que con la consideración de la caída del hombre como algo perjudicial.[106]
14. Dentro de los 22 capítulos de esta larga revelación sobre la oración, se le revela a Juliana que Dios es siempre misericordioso si recibe oraciones.[107]
15. Jesús le promete a Juliana que su sufrimiento cesará y que irá al cielo. Ve un cuerpo del que surge un alma en forma de niño.[108]
16. Dios asegura a Juliana que sus revelaciones son auténticas.[106]

## Análisis

Distribución del número de capítulos de cada revelación y desglose de los capítulos por tamaño, según la edición de Warrack. Con más de 4000 palabras, el capítulo 51 es, con mucho, el más extenso del libro.

Las traducciones modernas de Revelaciones del amor divino incluyen todas ellas comentarios sobre Julian y sus escritos. Otros comentarios publicados por separado son los del Padre John-Julian en Love's Trinity: A Companion to Julian of Norwich (2009), y Veronica Mary Rolf's Julian's Gospel: Illuminating the Life and Revelations of Julian of Norwich (2013). Todos los estudiosos de Juliana reconocen que sus escritos no son sólo un registro de sus experiencias, ni únicamente devocionales, y que ella pretendía plenamente que fueran accesibles a los demás.
Según la traductora Grace Warrack, el tema central de su libro es Dios como amor: "Para Julián, la única muestra de Dios que podía haber... ...era la visión de Él como Amor". Philip Sheldrake señala que sus enseñanzas se centran en "un Dios cuyo significado es el amor y sólo el amor", y que Juliano utiliza "imágenes femeninas, específicamente maternas para Dios".

#### Diferencias entre elTexto largoy elTexto corto
Gran parte del contenido del Texto breve de Juliana se repite en el Texto largo. Algunos pasajes fueron reescritos, pero gran parte de la redacción y muchas de las frases del Texto breve se mantuvieron en el Texto largo. Puede considerarse como un comentario al Texto breve, con extensas meditaciones sobre cada una de las revelaciones escritas como pasajes adicionales, tejidas por Juliana en el tejido de sus palabras originales. Más del 80% del Texto breve es "reproducido textualmente" en el Texto largo, mientras que menos del 5% del Texto breve es "reescrito pero reconocible" en el Texto largo, y menos del 10% del Texto breve parece haber sido "omitido deliberadamente"."
El Texto breve tiene el carácter de una narración de una experiencia de revelación, pero los escritos posteriores de Juliana dan testimonio de su percepción posterior de Dios, de sí misma y de sus evencristens ('compañeros cristianos'), todo ello desarrollado durante sus años de reclusión. En el Texto breve falta la parábola del Señor y la Sierva, y los capítulos sobre Cristo nuestra Madre.
Los escritos de Juliana no revelan casi nada sobre su hogar, su vida o la época en que vivió: los pocos detalles del Texto breve que implican a otras personas incluidas (como el niño que acompaña al sacerdote en su visita a Juliana durante su enfermedad) fueron eliminados durante el proceso de redacción del Texto largo.

#### El estilo de la prosa de Juliana
La mayoría de los capítulos del Texto largo comienzan con un breve resumen de lo que vio Juliana, seguido de detalles de sus experiencias y una sección de comentarios. 
El capítulo más largo, el 51, es un 'exemplum', que se utilizaba, según el autor Philip Sheldrake, para "informar, edificar, persuadir y motivar a los oyentes". El capítulo contiene la parábola de Juliana de «el Señor y el Siervo», considerada por Sheldrake como importante para ayudar al lector a entender la teología de Juliana. El capítulo final es un reflejo de todos los anteriores, según explica Juliana: 

Este libro ha sido comenzado por el don de Dios y su gracia, pero aún no ha sido completado, tal como yo lo veo. Todos juntos rogamos a Dios por la caridad, agradeciendo, confiando y alegrándonos por la obra de Dios. Así quiere nuestro buen Señor que le oremos, según el entendimiento que saqué de todo lo que pretendía que aprendiéramos y de las dulces palabras que pronunció muy alegremente: 'Yo soy la tierra de vuestras súplicas'.

Cada una de las revelaciones se compone de imágenes visuales, palabras totalmente articuladas y acontecimientos espirituales. La mayoría de las imágenes se centran en aspectos de la Pasión de Jesús, por ejemplo, como en el capítulo 4, cuando Juliana representa la sangre de Jesús fluyendo de la corona de espinas: "En este sodenly vi la red blode trekelyn downe de debajo de la garlande hote y freisly y ryth abundantemente, como era en el tiempo de Su pasión que el garlande de espinas fue pressid en Su blissid hede". Sin embargo, sus visiones de la Pasión dejan fuera gran parte de la historia bíblica. Discute la naturaleza de Dios, el pecado y la oración, y la teología de la creación, y habla de la  Trinidad extensamente. Sus comentarios incluyen una discusión sobre la idea de 'Jesucristo como Madre': sin describir a Jesús como mujer, entiende que encarna las cualidades de la maternidad. Las imágenes seculares en el texto incluyen la visión de Julián de la avellana colocada en la palma de su mano.
Las revelaciones de Juliana varían en longitud, tipo y contenido. Algunas (por ejemplo, la primera, la segunda y la octava revelaciones) proporcionan una descripción detallada del rostro y el cuerpo de Cristo. En contraste con éstas, hay una como la corta duodécima revelación, un solo capítulo de unos pocos cientos de palabras, que carece de cualquier imagen. Según Juliana, esta revelación trascendió su ingenio y todo mi entendimiento y todos mis poderes... .
Los traductores del libro de Juliana han tenido que lidiar con sus palabras oscuras modernizándolas, a veces corrigiendo la ortografía en palabras reconocibles sin darse cuenta de que sus significados han cambiado con el tiempo. Windeatt señala las dificultades para cualquier traductor que desee mantener el contenido original de Juliana, y al mismo tiempo producir un texto adecuado para un público contemporáneo. Según Georgia Ronan Crampton, la escritura de Juliana muestra un intelectualismo tal como una "meticulosidad conspicua en (la) disposición de las preposiciones", un indicio de que Juliano estaba muy alfabetizado.
Una sección del capítulo 3 del Texto largo puede servir de ilustración de cómo la traducción de las palabras de Juliana ha sido abordada por diferentes editores:
| Inglés medio | Collins, 1877 (p. 10) | Warrack, 1907 (p. 7) | Windeatt, 2015 (p. 43) |
| --- | --- | --- | --- |
| Después de esto mi vista comenzó a fallar y todo estaba derke alrededor de mí en la cámara como si fuera de noche, excepto en la imagen de la Cruz donde vi una luz común, y no sé cómo. Todo lo que estaba al lado de la Cruz me parecía feo, como si hubiera estado ocupado con las llamas. Después de esto, la otra parte de mi cuerpo comenzó a morir de tal manera que una vez tuve un solo sentimiento, con poca duración; y luego fui a pasar. | Después de esto mi vista comenzó a fallar; se oscureció tanto a mi alrededor en la cámara como si hubiera sido de noche, excepto en la imagen de la cruz, donde vi una luz común, y no sabía cómo. Todo lo que estaba al lado de la cruz me parecía feo y temible, ya que había estado muy ocupado con los demonios. Después de esto, la parte superior de mi cuerpo comenzó a morir, hasta el punto de que apenas tenía ningún sentimiento; mi mayor dolor era la falta de aliento, y la falta de vida. | Después de esto mi vista empezó a fallar, y todo estaba oscuro alrededor de mí en la cámara, como si hubiera sido de noche, excepto en la Imagen de la Cruz donde veía una luz común; y no sabía cómo. Todo lo que estaba lejos de la Cruz me horrorizaba, como si hubiera sido muy ocupado por los demonios. Después de esto, la parte superior de mi cuerpo comenzó a morir, hasta el punto de que apenas tenía sensibilidad; con falta de aliento. | Después de esto mi vista empezó a fallar y todo se oscureció alrededor de mí en la habitación, como si fuera de noche, excepto la imagen de la cruz en la que vi una luz para toda la humanidad, no sé cómo. Todo, aparte de la cruz, me parecía feo, como si hubiera estado muy atestado de demonios. Después de esto, la parte superior de mi cuerpo empezó a morir hasta tal punto que apenas tenía sensibilidad. Mi mayor dolor era la falta de aliento y la disminución de la vida. |